# Lythrypnus alphigena
Lythrypnus alphigena är en fiskart som beskrevs av William A. Bussing, 1990. Lythrypnus alphigena ingår i släktet Lythrypnus och familjen smörbultsfiskar. IUCN kategoriserar arten globalt som otillräckligt studerad. Inga underarter finns listade i Catalogue of Life.